# Krasznije vorota metróállomás
A Krasznije vorota (oroszul: Кра́сные воро́та, magyarul: Vörös Kapu), 1962 –1986 között Lermontovszkaja a moszkvai metróban egyik állomása, amely Moszkva Keleti körzetének Krasznoszelszkij kerületében található. 1935. május 15-én nyitották meg, így a metró első tíz állomása között van. Két szomszédos állomása a Komszomolszkaja és a Csisztije prudi.

## Története
A munkálatokat 1932-ben kezdték el, és időben fejezték be. Az állomást építő mérnökök félelmei, miszerint az állomás feletti föld beomlasztja majd az állomást, mert egy háromboltíves állomás nem bír el ennyit, nem váltak valóra.
Az építkezés közben több név került szóba, többek közt a Krasznovortszkaja Ploscsagy és a Krasznovorotszkaja.
1952-ben ez lett az első állomás, amelynek bejáratánál forgókapukat telepítettek.

## Neve
Az állomás, akárcsak az állomás fölötti tér nevét a három boltíves barokk Vörös kapuról kapta. A Vörös kapu a poltavai csatában aratott orosz győzelemnek állított emléket. A kaput és a mellette álló Három szentek-templomot 1927-ben az Összorosz Központi Végrehajtó Bizottság (VCIK) elnökségének 1927 márciusi határozata alapján lebontották, mert akadályozta a felszíni közlekedés fejlesztését (a Szadovoje kolco kiszélesítését). Az állomás feletti tér neve 1941-ig Vörös kapu tér maradt, 1941–1992 között Lermontov tér volt.
1962-ben az állomást átnevezték Lermontovszkaja névre, Mihail Lermontov orosz író után. Az állomás 1986-ban visszanevezték Krasznije vorota névre. Ettől függetlenül az állomás egyik végében megmaradt Lermontov mellszobra, amely az állomás történelmének állít emléket. Az állomás fölötti tér csak 1992-ben kapta vissza az eredeti nevét.

## Díszítése
Az állomást Nyikolaj Andrikanyisz és a híres Ivan Fomin tervezték. Egyike Moszkva első mélyállomásainak, és az első, ahol a három boltíves elrendezést használták. A három boltív azt jelenti, hogy az állomást három alagút alkotja, kettőben a vágányok futnak, egy harmadik, középső alagút pedig a peronok utastere. A peronokat és a középső tereket masszív oszlopok választják el.
Az állomás kinézetét illetően piszkosfehér csempék és vörös, márványhatású srosai mészkő (Grúziából) borítja mind a falakat, mind az oszlopokat. Az állomás az 1938-as párizsi világkiállításon díjat nyert.

## Bejáratok
Az állomásnak két bejárata van. Az egyik a Szadovoje Kolco útra, a másik pedig a Vörös kapu felhőkarcolóba vezet.

## Fordítás
- Ez a szócikk részben vagy egészben  a   Krasnye vorota című angol Wikipédia-szócikk fordításán alapul.  Az eredeti cikk szerkesztőit annak laptörténete sorolja fel. Ez a jelzés csupán a megfogalmazás eredetét és a szerzői jogokat jelzi, nem szolgál a cikkben szereplő információk forrásmegjelöléseként.